# Gondékoubé
Gondékoubé est une localité située dans le département de Rollo de la province du Bam dans la région Centre-Nord au Burkina Faso. En 2006, cette localité comptait 3 721 habitants dont 53,2% de femmes.

## Éducation et santé
Le centre de soins le plus proche de Gondékoubé est le centre de santé et de promotion sociale (CSPS) de Rollo tandis que le centre médical avec antenne chirurgicale (CMA) de la province se trouve à Kongoussi.